# Cross Road
Cross Road — сборник лучших хитов группы Bon Jovi, вышедший в 1994 году. Альбом достиг восьмого места в чарте Billboard 200. Согласно Nielsen SoundScan, было продано 4,854,564 копии альбома. Cross Road был самым продаваемым альбомом в Великобритании в 1994 году и получил 8х платиновую сертификацию IFPI за продажу 8 миллионов копий в Европе. Первый сингл с альбома, «Always», стал их лучшим синглом — в США было продано 1.5 млн копий.

## Об альбоме
Cross Road содержит хиты с альбомов от Bon Jovi (1984) до Keep the Faith (1992) и две новые песни: хитовые синглы «Always» и «Someday I'll Be Saturday Night», а также новое исполнение «Livin’ on a Prayer» под названием «Prayer '94» (только на Североамериканских изданиях). Видео, названное Cross Road, было выпущено одновременно с альбомом. На нём содержится 16 клипов группы.
В 2005, Cross Road был переиздан как 3-CD бокс-сет под именем «Deluxe Sound & Vision», который содержит ремастер альбома, бонус-диск с би-сайдами, редкостями и любимыми песнями фанатов, и DVD Live from London. Оригинальный ремастер альбома был выпущен в 1998.

## Список композиций
| №   | Название | Автор(ы)                                                                | Альбом                                      | Длительность |
| --- | --- | ----------------------------------------------------------------------- | ------------------------------------------- | ------------ |
| 1.  | «Livin’ on a Prayer» | Джон Бон Джови, Ричи Самбора, Дезмонд Чайлд                             | Slippery When Wet                           | 4:13         |
| 2.  | «Keep the Faith» | Бон Джови, Самбора, Чайлд                                               | Keep the Faith                              | 5:46         |
| 3.  | «Someday I'll Be Saturday Night» | Бон Джови, Самбора, Чайлд                                               | Новая песня                                 | 4:39         |
| 4.  | «Always» | Бон Джови                                                               | Новая песня                                 | 5:54         |
| 5.  | «Wanted Dead or Alive» | Бон Джови, Самбора                                                      | Slippery When Wet                           | 5:11         |
| 6.  | «Lay Your Hands on Me» | Бон Джови, Самбора                                                      | New Jersey                                  | 6:03         |
| 7.  | «You Give Love a Bad Name» | Бон Джови, Самбора, Чайлд                                               | Slippery When Wet                           | 3:46         |
| 8.  | «Bed of Roses» | Бон Джови                                                               | Keep the Faith                              | 6:38         |
| 9.  | «Blaze of Glory» | Бон Джови                                                               | Blaze of Glory                              | 5:40         |
| 10. | «In These Arms (на международных релизах)» «Prayer '94 (на Североамериканских релизах)» «Tokyo Road (на некоторых Японских релизах)» | Бон Джови, Самбора, Брайан Бон Джови, Самбора, Чайлд Бон Джови, Самбора | Keep the Faith Новая песня 7800° Fahrenheit | 5:19         |
| 11. | «Bad Medicine» | Бон Джови, Самбора, Чайлд                                               | New Jersey                                  | 5:16         |
| 12. | «I’ll Be There for You» | Бон Джови, Самбора                                                      | New Jersey                                  | 5:46         |
| 13. | «In and Out of Love» | Бон Джови                                                               | 7800° Fahrenheit                            | 4:24         |
| 14. | «Runaway» | Бон Джови, Джордж Карак                                                 | Bon Jovi                                    | 3:53         |

| №   | Название            | Автор(ы)           | Альбом            | Длительность |
| --- | ------------------- | ------------------ | ----------------- | ------------ |
| 15. | «Never Say Goodbye» | Бон Джови, Самбора | Slippery When Wet | 4:50         |

## Бонус-диск специального издания
1. «The Radio Saved My Life Tonight»
2. «Wild in the Streets»
3. «Diamond Ring»
4. «Good Guys Don’t Always Wear White»
5. «The Boys Are Back in Town»
6. «Edge of a Broken Heart»
7. «Postcards from the Wasteland» (Demo)
8. «Blood on Blood» (Live)
9. «Let It Rock»
10. «Starting All Over Again»
11. «Blood Money» (Live)
12. «Save a Prayer»
13. «Lucky» (Demo)
14. «Why Aren’t You Dead?»
15. «Raise Your Hands»

Песня «Good Guys Don’t Always Wear White» также фигурирует в фильме У ковбоев так принято. Хотя Bon Jovi и выпустили видео к этой песне, она не была выпущена как сингл. Кроме бонус-диска сборника «Cross Road», её можно найти на сингле «Someday I'll Be Saturday Night»

## Участники записи
| - Джон Бон Джови — главный вокал, ритм-гитара - Ричи Самбора — главная гитара, бэк-вокал - Алек Джон Сач — бас-гитара, бэк-вокал - Тико Торрес — барабаны, ударные инструменты - Дэвид Брайан — клавишные, бэк-вокал - Джон Калоднер — координация A&R - Антон Корбейн — фотография - Марк Висс — дополнительная фотография - Марджери Гринспан — художественное управление - Лили Пикоу — дизайн | - Кенни Аронофф — ударные на «Blaze of Glory» - Джефф Бэк — соло на «Blaze of Glory» - Питер Берринг — аранжировка бэк-вокала на «Lay Your Hands On Me» - Рой Биттан — клавишные на «Runaway» - Кэрол Брукс — бэк-вокал - Джини Брукс — бэк-вокал - Джоани Бай — бэк-вокал на «Lay Your Hands On Me» - Рэнди Кантор — синтезатор - Ловена Фокс — бэк-вокал на «Lay Your Hands On Me» - Дэвид Грэхэм — бэк-вокал на «Runaway» - Фил Хоффер — бэк-вокал - Линда Хант — бэк-вокал на «Lay Your Hands On Me» - Майкл Камен — струнные на «Always», оркестрация, аранжировка - Рэнди Джексон — бас-гитара на «Blaze of Glory» - Франки Ла Рока — барабаны на «Runaway» - Сесиль Ларочелль — бэк-вокал на «Lay Your Hands On Me» - Сью Леонард — бэк-вокал на «Lay Your Hands On Me» - Томми Мандел — синтезатор - Мина Мэттьюс — бэк-вокал на «In These Arms» - Хью МакДональд — бас-гитара на «Livin’ on a Prayer» «Keep the Faith», «Someday I'll Be Saturday Night», «Always» и «Runaway» - Гвоудин Моррис — перкуссия на «Lay Your Hands On Me» - Альдо Нова — электрогитары, акустические гитары, клавишные на «Blaze of Glory» - Тим Пирс — гитара на «Runaway» - Мик Сили — бэк-вокал на «Runaway» - Джоани Тейлор — бэк-вокал на «Lay Your Hands On Me» - Бенмонт Тенч — орган на «Blaze of Glory» - Рик Валенти — бэк-вокал - Джулия Вотерс — бэк-вокал на «In These Arms» - Мэксин Вотерс — бэк-вокал на «In These Arms» - Джон Вебстер — клавишные |

## Чарты
| Чарты (1994)    | Позиция |
| --------------- | ------- |
| Австралия       | 1       |
| Австрия         | 1       |
| Канада          | 2       |
| Нидерланды      | 2       |
| Новая Зеландия  | 1       |
| Норвегия        | 2       |
| Швеция          | 2       |
| Швейцария       | 1       |
| Германия        | 1       |
| Венгрия         | 4       |
| Великобритания  | 1       |
| США (Billboard) | 8       |

| Чарты (1995)       | Позиция |
| ------------------ | ------- |
| Бельгия (Flanders) | 14      |
| Бельгия (Wallonia) | 14      |
| Франция            | 3       |
| Испания            | 2       |

| Чарты (2000) | Позиция |
| ------------ | ------- |
| Финляндия    | 25      |

| Чарты (2005) | Позиция |
| ------------ | ------- |
| Испания      | 73      |

| Чарты (2007)           | Позиция |
| ---------------------- | ------- |
| США (Catalog Albums)   | 1       |
| США (Hard Rock Albums) | 7       |